# Холмс, Джеймс
Дже́ймс И́ган Холмс (англ. James Eagan Holmes; род. 13 декабря 1987, Сан-Диего, США) — американец из города Орора (штат Колорадо), 20 июля 2012 года совершивший массовое убийство в местном кинотеатре на премьере фильма «Тёмный рыцарь: Возрождение легенды». Был задержан полицией сразу же после нападения неподалёку от кинотеатра. У него были изъяты винтовка и пистолеты. В настоящее время Холмс отбывает пожизненное заключение. Версия о его психическом заболевании не подтвердилась, присяжные признали его вменяемым.

## Биография
Джеймс Иган Холмс родился в семье медсестры и учёного-математика, работавшего менеджером компании, выпускавшей компьютерное программное обеспечение. Его родители были очень религиозными людьми и часто посещали местную пресвитерианскую церковь. В 2006 году Джеймс с отличием окончил среднюю школу Уэствью. Летом 2008 года Холмс работал в детском летнем лагере, где следил за качеством еды для детей от 7 до 14 лет. В 2010 году получил степень бакалавра по неврологии в Калифорнийском университете. После этого, как писали в прессе, Холмс проживал в Сан-Диего, но долго не мог найти постоянный источник заработка и подрабатывал в ресторане быстрого питания McDonald’s. До июня 2012 года был аспирантом медицинского факультета Колорадского университета, где в мае 2012 года выступал с презентацией «Микро ДНК-маркеры» на конференции по биологическим причинам психических и неврологических расстройств. Дважды в 2011 году арестовывался полицейскими за превышение скорости. Знакомые и соседи называли Холмса немного замкнутым, но приятным в общении человеком и не замечали за ним каких-либо психических отклонений. Отмечалось, что он увлекался играми в жанрах MMORPG и ARPG — среди его фаворитов были World of Warcraft, The Elder Scrolls IV: Oblivion и The Elder Scrolls V: Skyrim. Жены или подруги у него не было. Холмс практически не оставлял следов в интернете, в том числе популярных социальных сетях, не был замечен в каких-либо подозрительных связях. Оружие в количестве пяти единиц и боеприпасы в количестве 6000 единиц Холмс приобрел в конце мая 2012 года в одном из оружейных магазинов. В июне Холмс подал заявку на тренировку на частном стрелковом полигоне, однако владелец заведения отказал ему после того, как услышал странное сообщение на его автоответчике. Также в прессе публиковались сведения о том, что Холмс незадолго до совершения преступления оставил анкету на сайте знакомств, в которой сделал запись: «Будете ли вы навещать меня в тюрьме?».

## Преступление
Перед убийством Джеймс написал в своей записной книжке «Послание — не терроризм. Послание — в том, что нет никакого послания». Он решил убивать на ночном сеансе в кино, так как рассчитывал, что на нём не будет детей (их он убивать не хотел).
Перед тем как отправиться в кино, Джеймс заминировал свою квартиру. На 75 квадратных метрах жилплощади Холмса была установлена сложная система растяжек, соединявших ёмкости с взрывчатым веществом и химическими реагентами. Перед уходом Холмс настроил стерео на повтор одной и той же песни на максимальной громкости: он рассчитывал, что соседи вызовут полицию, и от взрыва погибнет ещё несколько десятков человек. Его соседка снизу, Кейтлин Фонзи, около полуночи, услышав музыку, хотела было открыть дверь квартиры Холмса, но не сделала этого. Увидев, что дверь не заперта, девушка просто пригрозила, что вызовет полицейских. Для разминирования полиция использовала робота-сапёра, а жителей квартала эвакуировали.
Поздним вечером 19 июля 2012 года 24-летний Джеймс Иган Холмс приехал на своей машине с арсеналом оружия и патронов к кинотеатру Century Aurora 16 Movie Theater, где должна была состояться премьера заключительной части трилогии Кристофера Нолана «Тёмный рыцарь: Возрождение легенды» о супергерое Бэтмене. Купив билет, Джеймс вместе со всеми вошёл в зал. Досмотрев трейлеры и рекламу в самом начале фильма, он вышел назад к своей машине, где переоделся в костюм сотрудника спецназа (SWAT) и зарядил оружие. В 0:39 по местному времени Холмс вернулся в зал через чёрный ход. Никто не обратил внимания на его появление. Тогда он кинул в зрителей дымовую гранату, либо шашку, а затем открыл огонь из полуавтоматической винтовки по первым рядам зрительного зала. Затем Джеймс начал расстреливать тех, кто пытался бежать через выходы. Примерно на 40-м выстреле винтовку заклинило, и Холмс сменил её на ружьё и пистолет. Около 0:45 он был арестован полицией на пути к своей машине, не оказав сопротивления. На месте погибли 10 человек, ещё двое скончались по дороге в больницу. 70 человек получили ранения, многие из них — тяжёлые.

## Следствие и суд
30 июля Холмсу в суде штата было предъявлено 24 обвинения в предумышленном убийстве (first-degree murder) и 116 обвинений в покушении на убийство. Несмотря на то, что убитых было 12, а раненых — 70 (62 прямо и восемь косвенно), для каждого убийства или покушения было подано по два обвинения: «предумышленное убийство» (англ. «murder with deliberation») и «убийство с чрезвычайным пренебрежением к человеческой жизни» (англ. «murder with extreme indifference to the value of human life»). Оба обвинения предусматривают смертную казнь в качестве максимального наказания и пожизненное заключение без права пересмотра — в качестве минимального. Путём подачи обвинений по двум основаниям обвинители увеличивают возможности присяжных по нахождению вины, особенно если защита Джеймса будет настаивать на его невменяемости. В случае вынесения пожизненного заключения статьи предусматривают отбытие срока последовательно по каждому доказанному эпизоду. Также Холмсу было предъявлено два дополнительных обвинения: в хранении взрывчатых веществ и в хранении оружия с целью совершения убийства.
8 августа 2012 года адвокаты Джеймса сделали заявление о том, что он психически болен.
19 сентября 2012 года прокурор добился того, что к обвинениям против Холмса были добавлены ещё 10 пунктов, и полный его список обвинений стал составлять 152 пункта. Его поставили в известность об этом 20 сентября 2012 года, и он впервые появился в суде с остриженными волосами, выкрашенными в натуральный, русый цвет.
На заседании 28 сентября 2012 года стало известно, что в июне 2012 года Холмс не добровольно бросил учёбу, а был исключён за угрозы в адрес одного из профессоров.
10 января 2013 года суд постановил, что у следствия достаточно доказательств, чтобы судить Холмса по всем 114 пунктам.
29 марта 2013 адвокаты «колорадского стрелка», заявили, что их подзащитный намерен заключить сделку со следствием и признать свою вину. Если обвинение пойдёт на сделку, то процесс будет длиться всего несколько дней, а убийца, как ожидается, будет приговорён к пожизненному заключению без права на досрочное освобождение.
1 апреля 2013 года после консультаций с родственниками жертв Холмса, прокуратура заявила в суде, что будет добиваться смертной казни подсудимого. «Для Джеймса Холмса в этом деле справедливым наказанием является смертная казнь», — заявил окружной прокурор Джордж Брошлер (George Brauchler) города Сентенниал.
7 мая 2013 года по ходатайству адвоката преступника, было принято решение приостановить судебное разбирательство до февраля 2014 года, чтобы точно определить вменяем ли Холмс.
5 августа 2013 года Холмс был перевезён в психиатрическую лечебницу Colorado Mental Health Institute в городе Пуэбло, штат Колорадо для полного психологического обследования, однако уже 20 августа 2013 года его направили обратно в тюрьму.
14 октября 2014 года должно было состояться заседание по делу Холмса, однако оно было перенесено на 8 декабря 2014 года.
8 декабря 2014 суд постановил, что заседание переносится на неопределённый срок. Начало отбора членов жюри началось 20 января 2015 года. Суд над Холмсом был назначен на 27 апреля 2015 года.
16 июля 2015 года Джеймс Холмс был признан виновным в инкриминируемых ему преступлениях.
7 августа 2015 года был приговорён к 12 пожизненным заключениям без права на условно-досрочное освобождение и 3318 годам лишения свободы, так как присяжные не смогли единогласно назначить смертную казнь.